# (308635) 2005 YU55
(308635) 2005 YU55 – planetoida klasy C z grupy Apolla (NEO, PHA) odkryta w grudniu 2005 roku. Jej średnicę oszacowano na ok. 400 metrów. Pomimo że w swoim ruchu zbliża się do Ziemi, badania jej orbity wskazują, że nie stanowi ona żadnego zagrożenia przez przynajmniej następne kilkaset lat.
Na 8 listopada 2011 zapowiadano przelot planetoidy w pobliżu Ziemi w odległości od niej ok. 325 tys. kilometrów (mniej niż wynosi odległość Księżyca od Ziemi) o godzinie 23:28 UT. Poprzedni tak bliski przelot miał miejsce 200 lat wcześniej. Orbita planetoidy znajduje się na innej płaszczyźnie niż orbita Ziemi.
Było to pierwsze zbliżenie tak dużego obiektu, które zostało wyliczone z dużym wyprzedzeniem i jest to najbliższe spotkanie Ziemi z planetoidą od 35 lat (26 grudnia 1976 roku niewiele bliżej Ziemi przeleciała niezauważona planetoida 2010 XC15). Astronomowie zapowiadali, że na kilka dni przed i po zbliżeniu będą dokładnie obserwować planetoidę za pomocą między innymi anten tworzących Deep Space Network – sieć, która na co dzień służy głównie do komunikacji z międzyplanetarnymi sondami badającymi Układ Słoneczny. Poprzednie zbliżenie miało miejsce w roku 1976, jednak wtedy planetoida 2005 YU55 nie była obserwowana.
Zgodnie z przewidywaniami planetoida przeleciała w pobliżu Ziemi 9 listopada 2011 roku o godzinie 00:28 czasu polskiego.
Odniesienia w kulturze
W październiku 2016 roku zespół Coma wydał album koncepcyjny o tytule „2005 YU55”, którego głównym motywem jest moment nieoczywistego spotkania głównego bohatera Adama Polaka z tą asteroidą. Wpływ na wybór tego tytułu i motywu miał bliski przelot planetoidy w pobliżu naszej planety.